# L'hora d'or femenina
L'hora d'or femenina (coneguda com: L'Heure d'Or féminine o The Ladies Golden Hour) va ser una cursa ciclista femenina que es va disputar als voltants d'Aarhus, a Dinamarca. Només es va organitzar l'edició del 2006 que va formar part del calendari de la Copa del Món de ciclisme femení. La cursa era una contrarellotge per equips.

## Palmarès
| Any  | Vencedores | Segones | Terceres |
| ---- | --- | --- | --- |
| 2006 | Univega Pro Cycling Team · Nicole Cooke · Priska Doppmann · Christiane Soeder · Karin Thürig · Joanne Kiesanowski · Sarah Düster (DNF) | Buitenpoort-Flexpoint · Amber Neben · Loes Gunnewijk · Annette Beutler · Susanne Ljungskog · Linda Villumsen · Sandra Rombouts (DNF) | AA Drink Cycling Team · Theresa Senff · Suzanne de Goede · Kirsten Wild · Adrie Visser · Angela Brodtka (DNF) · Natalie Bates (DNF) |